# アミラル・オーブ級装甲巡洋艦
| アミラル＝オーブ級装甲巡洋艦           | アミラル＝オーブ級装甲巡洋艦 |
| -------------------------------------- | --- |
| 写真は「グロワール」                   | |
| 艦級概観                               | |
| 艦種                                   | 装甲巡洋艦 |
| 艦名                                   | |
| 前級                                   | デュプレクス級 |
| 次級                                   | レオン・ガンベッタ級 |
| 性能諸元（データはネームシップのもの） | |
| 排水量                                 | 常備：9,534トン（コンデ：10,233トン、マルセイエーズ：9,458トン、グロワール：10,212トン）                                                                                             |
| 全長                                   | 139.78m -m(水線長) |
| 全幅                                   | 20.19m |
| 吃水                                   | 7.47m(常備)、7.67m(満載時) |
| 機関                                   | ベルヴィル式石炭・重油混焼水管缶28基（コンデとグロワール：ニクローズ式石炭・重油混焼水管缶24基）+直立型三段膨張式レシプロ機関3基3軸                                                  |
| 最大出力                               | 21,800hp |
| 最大速力                               | 21.5ノット |
| 航続距離                               | 10ノット/6,500海里 |
| 燃料                                   | 石炭：1,565トン 重油：80トン |
| 乗員                                   | 615名 |
| 兵装                                   | Model 1893-96 19.4cm(40口径)単装速射砲2基 Model 1893-96 16.3cm(45口径)単装速射砲8基 Model 1893 10cm(45口径)単装速射砲6基 オチキスModel 1885 47mm機関砲18基 45cm水中魚雷発射管単装2基 |
| 装甲                                   | ハーヴェイ・ニッケル鋼製 舷側：58～150mm（水線面主装甲） 甲板：40mm(水平面)、45mm(傾斜部) 主砲防盾：172mm 副砲ケースメイト：84mm 司令塔：150mm                                       |

アミラル＝オーブ級装甲巡洋艦 (Croiseur cuirassé - classe Amiral-Aube) は、フランス海軍の装甲巡洋艦の艦級。本級はゲイドン級の改良型として設計され、ケースメイト配置だった16.3cm副砲8門のうち4門を単装砲塔に収めて広い射界を得ている。なおこれにより排水量は約500トン増加した。また、一段の防御強化が施され舷側甲板が増厚し副砲ケースメイトも84mm装甲で守られた。

## 艦形

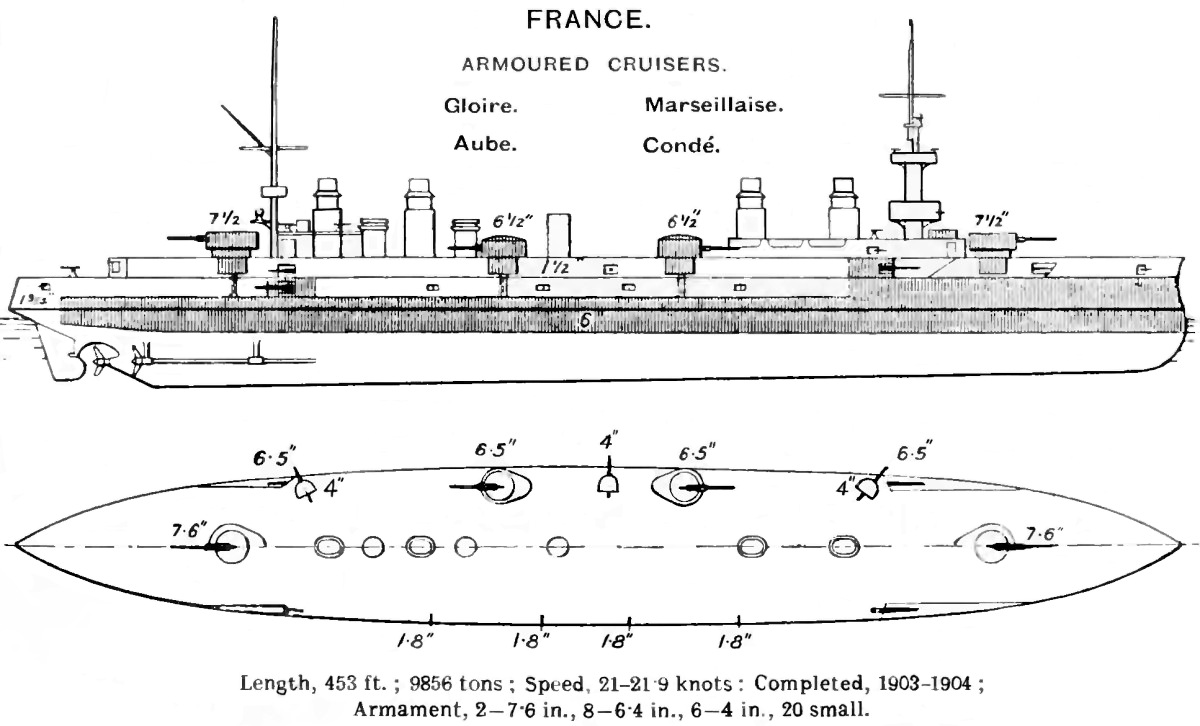
1913年の本艦の武装・装甲配置を示した図。

船体形状は前型と同じく高い乾舷を持つ長船首楼型船体で外洋での凌波性は良好であった。艦首から前向きに19.4cm単装主砲塔1基を配置、艦橋構造は箱型とし、その上に二段の見張り所を持つミリタリー・マストが立つ。ミリタリー・マストの頂部の見張り所は上段が探照灯台で下段に4.7cm機関砲が配置された。
艦橋の背後に4本の煙突が立っているが、ボイラー室を前後に振り分けた缶室分離配置を採っているために煙突は2番煙突と3番煙突の間は広く取られており、間に四角形の通風筒が立っている。
煙突の周囲は艦載艇置き場となっており、舷側に艦載艇用の揚収クレーン片舷8基計16基が配置されている。4番煙突から後ろは簡便な単脚檣、後ろ向きに19.4cm単装主砲塔1基が載る。
副砲は前述の通り16.3cm単装速射砲8門のうち4門が単装砲塔に収められ、船体中央部に片舷2基ずつの計4基が配置され、残りは単装ケースメイト配置で艦橋の左右に1基ずつ、後檣の左右に1基ずつの計4基が配置され前方方向に最大4門、左右方向に最大4門が指向出来た。

## 同型艦

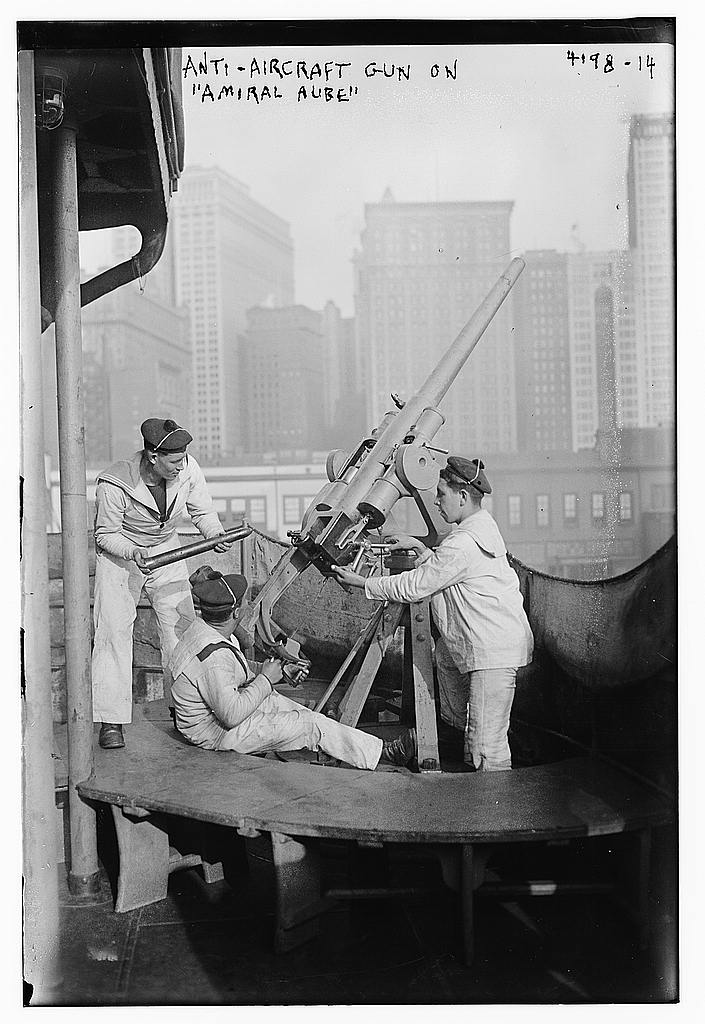
写真はグロワール級装甲巡洋艦「アミラル・オーブ」の砲員に運用される4.7cm機砲。

- アミラル＝オーブ（Amiral-Aube）

ロワール社サン・ナゼール造船所にて1899年に起工、1902年5月9日に進水、1904年4月17日に竣工。1922年除籍後、4月に解体処分。
- コンデ（Condé）

ロリアン造船所にて1901年3月20日に起工、1902年3月12日に進水、1904年8月12日に竣工。1933年2月に除籍後、ロリアン港でハルクとなり1940年代に標的処分。
- グロワール(Gloire)

ロリアン造船所にて1900年1月10日に起工、同年3月に進水、1904年4月28日に竣工。1922年除籍後、解体処分。
- マルセイエーズ（Marseillaise）

ブレスト造船所にて1900年1月10日に起工、同年7月に進水、1903年に竣工。1925年に砲術練習艦となり、1929年除籍後、解体処分。
- シュリー（Sully）

F C de la Méditerranée社ラ・セーヌ造船所にて1899年5月に起工、1901年6月に進水、1904年6月に竣工。1905年9月30日にハロン湾で座礁事故で処分。

## 参考図書
- 「Conway All The World's Fightingships 1860-1905」（Conway）
- 「Conway All The World's Fightingships 1906-1922」（Conway）
- 「世界の艦船 増刊第50集　フランス巡洋艦史」（海人社）